# Stephen Larkham
Stephen Larkham (* 29. Mai 1974 in Canberra) ist ein ehemaliger australischer Rugby-Union-Spieler, der auf der Position des Verbinders spielte. Er war bis 2007 für die Brumbies in der Super 14 und die australische Nationalmannschaft aktiv. Mit dem Ende der Weltmeisterschaft 2007 beendete er seine Karriere in Australien und wechselte nach Japan zu den Ricoh Black Rams, wo er einen Dreijahresvertrag unterzeichnete. Larkham ist einer der acht Spieler, die in ihrer Laufbahn mehr als 100 Länderspiele absolviert haben. Sein größter Erfolg war die Erringung des Weltmeistertitels 1999.

## Karriere
Larkham begann seine Karriere auf der Position des Schlussmanns, wurde jedoch später vom damaligen australischen Nationaltrainer Rod Macqueen auf der Verbinderposition eingesetzt. Seinen ersten Einsatz bei den „Wallabies“ erhielt er am 22. Juni 1996 als Einwechselspieler gegen Wales. Den ersten Versuch legte er 1997 gegen Südafrika in seinem fünften Länderspiel. Im Juli 1998 wechselte er auf die Position des Verbinders, die er bis zum Ende seiner internationalen Karriere behielt. Zunächst ernteten die Verantwortlichen viel Kritik für den Positionswechsel Larkhams, da seine Fähigkeiten als Kicker nicht auf ähnlichem Niveau waren wie die seiner Konkurrenten der anderen großen Rugbynationen. So führte er während seiner gesamten Karriere nicht einen einzigen Straftritt für die Nationalmannschaft aus. Seine Position war aber aufgrund seiner taktischen Fähigkeiten und seiner Kreativität nie gefährdet.
Bei den Weltmeisterschaften 1999 entschied Larkham das Halbfinalspiel gegen die südafrikanischen „Springboks“ in der Verlängerung durch ein Dropgoal aus über 40 Metern zur Überraschung seiner Kritiker. Dieser Sieg führte Australien ins Finale, wo man auf Frankreich traf, die zuvor die favorisierten Neuseeländer geschlagen hatten. Australien siegte mit 35:12 und war zum zweiten Mal nach 1991 Weltmeister und damit das bis dahin einzige Team, dem dies gelungen war.
Bei der WM 2003 gelang ihm mit den „Wallabies“ erneut der Finaleinzug. Diesmal mussten sie sich jedoch England geschlagen geben. Die entscheidenden Punkte wurden erneut durch ein Dropgoal in der Verlängerung erzielt, jedoch war es diesmal Larkhams Gegenspieler Jonny Wilkinson, der das Spiel entschied. Das letzte große Turnier seiner Karriere waren die Weltmeisterschaften 2007, bei denen er aufgrund einer Knieverletzung nur zu einem Einsatz im Auftaktspiel gegen Japan kam. Bevor er zurückkehren konnte, waren die Australier im Viertelfinale erneut gegen England ausgeschieden. Zusammen mit seinem Mannschaftskollegen bei den Brumbies George Gregan beendete er seine Laufbahn als Nationalspieler und strebte einen Wechsel nach Europa an. Im Vorfeld der WM hatte er sich bereits von seinem Verein verabschiedet. In seinem letzten Spiel gelang es den Brumbies die neuseeländische Mannschaft Crusaders in der Super 14 zu schlagen. Im Anschluss an diese Partie wurde eine Tribüne nach Larkham und Gregan benannt.
Nach seiner Bekanntgabe, dass er Australien verlassen werde, einigte er sich schnell mit Edinburgh Rugby über einen Vertrag. Jedoch kaufte der schottische Verband den Verein wenige Wochen später von seinem damaligen Eigentümer zurück und hatte nicht genügend finanzielle Mittel, um Larkham zu bezahlen. Dazu kam eine weitere Knieverletzung, die ihn für mehrere Monate ausfielen ließ. Diesem Risiko wollten sich auch andere europäische Clubs nicht unterziehen, sodass er sich für einen Wechsel nach Japan entschied. Mit den Ricoh Black Rams einigte er sich auf einen Dreijahresvertrag.